# Ветровка (Крым)
Ветровка (до 1948 года Боз-Оглу-Гросс; укр. Вітрівка, крымскотат. Büyük Boz Oğlu) — село в Сакском районе Республики Крым, входит в состав Виноградовского сельского поселения (согласно административно-территориальному делению Украины — Виноградовского сельсовета Автономной Республики Крым).

## Население
| 2001 | 2014 |
| ---- | ---- |
| 45   | ↘27  |

Всеукраинская перепись 2001 года показала следующее распределение по носителям языка
| Язык             | Процент |
| ---------------- | ------- |
| русский          | 48.89   |
| крымскотатарский | 33.33   |
| украинский       | 17.78   |

### Динамика численности
| - 1915 год — 34 чел. - 1926 год — 146 чел. - 1939 год — 102 чел. - 1989 год — 130 чел. | - 2001 год — 45 чел. - 2009 год — 37 чел. - 2014 год — 27 чел. |

## Современное состояние
На 2016 год в Ветровке 1 улица — Шоссейная; на 2009 год, по данным сельсовета, село занимало площадь 20 гектаров, на которой в 12 дворах числилось 37 жителей.

## География
Ветровка — маленькое село на севере района, в степном Крыму, в верховье одной из балок, впадающих в озеро Сасык, высота над уровнем моря — 67 м. Соседние сёла: в 2,5 км на север — Виноградово и в 4,5 км на юг — Наумовка. Расстояние до райцентра — около 29 километров (по шоссе), там же ближайшая железнодорожная станция Саки (на линии Остряково — Евпатория). Транспортное сообщение осуществляется по региональной автодороге 35Н-441 Новосёловское — Саки (по украинской классификации — С-0-11121).

## История
Впервые в доступных источниках деревня с названием Боз-Оглу (Прикупа) в составе Кокейской волости Евпаторийского уезда встречается в Статистическом справочнике Таврической губернии 1915 года, согласно которому в селении числилось 3 двора (2 двора с землёй, 1 — безземельный) с русским населением в количестве 22 человека приписных жителей и 12 — «посторонних», из которых 18 мужчин и 16 женщин. Жители владели 430 десятинами удобной земли. В хозяйствах имелось 33 лошади, 16 волов, 20 коров и 20 голов мелкого скота. Была ли она «продолжением» одной из прежних Боз-Оглу, пока не установлено, но на километровой карте Крыма Генштаба 1941 года (составленной на основе карт 1920 и 1912 годов) Боз-Оглу-Прикуп — крупнейшее из прилегающих селений — Салаул, Кереит, Каратаяк и Натальевка, которые ещё обозначены как существующие.
После установления в Крыму Советской власти, по постановлению Крымревкома от 8 января 1921 года № 206 «Об изменении административных границ» была упразднена волостная система и село вошло в состав Евпаторийского района Евпаторийского уезда, а в 1922 году уезды получили название округов. 11 октября 1923 года, согласно постановлению ВЦИК, в административное деление Крымской АССР были внесены изменения, в результате которых округа были отменены и произошло укрупнение районов — территорию округа включили в Евпаторийский район. Согласно Списку населённых пунктов Крымской АССР по Всесоюзной переписи 17 декабря 1926 года, в селе Боз-Оглу-Прикуп и Гросс, Кокейкого сельсовета Евпаторийского района, числилось 32 двора, из них 31 крестьянский, население составляло 146 человек, из них 68 украинцев, 59 русских, 8 немцев, 2 белоруса, 9 записаны в графе «прочие». После создания 15 сентября 1931 года Фрайдорфского (переименованного в 1944 году в Новосёловский) еврейского национального района село включили в его состав. На двухкилометровке РККА 1942 года село подписано двумя названиями: Боз-Оглу-Гросс и Боз-Оглу-Прикуп. По данным всесоюзная перепись населения 1939 года в селе проживало 102 человек.
С 25 июня 1946 года Боз-Оглу-Гросс в составе Крымской области РСФСР. Указом Президиума Верховного Совета РСФСР от 18 мая 1948 года, Боз-Оглу-Гросс (Бузул-Монтанай) переименовали в Ветровку. 25 июля 1953 года Новоселовский район был упразднен и село включили в состав Евпаторийского. 26 апреля 1954 года Крымская область была передана из состава РСФСР в состав УССР. Время включения в состав Новосёловского сельсовета пока не установлено: на 15 июня 1960 года село уже числилось в его составе. 1 января 1965 года, указом Президиума ВС УССР «О внесении изменений в административное районирование УССР — по Крымской области», Евпаторийский район был упразднён и село включили в состав Сакского (по другим данным — 11 февраля 1963 года). С 1966 года село в Виноградском сельсовете. По данным переписи 1989 года в селе проживало 130 человек. С 12 февраля 1991 года село в восстановленной Крымской АССР, 26 февраля 1992 года переименованной в Автономную Республику Крым. С 21 марта 2014 года — в составе Республики Крым.